# Москворечье (хлебозавод)

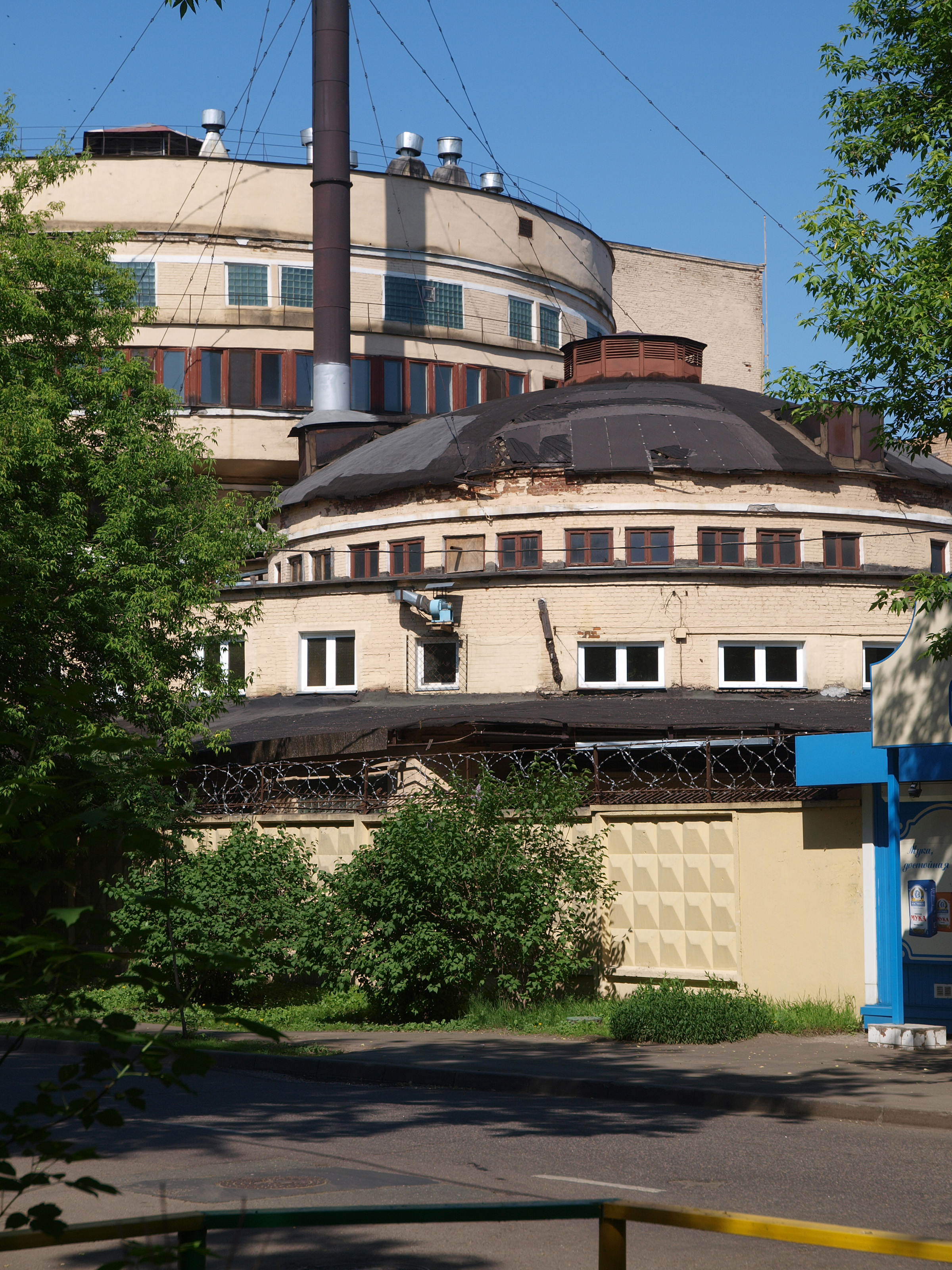

«Москворечье» — бывшее предприятие хлебобулочной промышленности в Даниловском районе Москвы, пущенное в 1932 году. Первое название — Хлебозавод-автомат Кировского района, номерное — Хлебозавод № 7. Второй московский хлебозавод (после Хлебозавода № 5), выстроенный под технологическое решение для кольцевого хлебопечения разработки инженера Георгия Марсакова с характерным корпусом цилиндрической формы. Основная специализация — выпечка батонов.
В 1969 году осуществлена реконструкция, в рамках которой построен склад бестарного хранения муки. В 1981 году возведён новый корпус, в котором размещены булочные и кондитерские цеха, в связи с этим предприятие переименовано в Булочно-кондитерский комбинат «Москворечье».

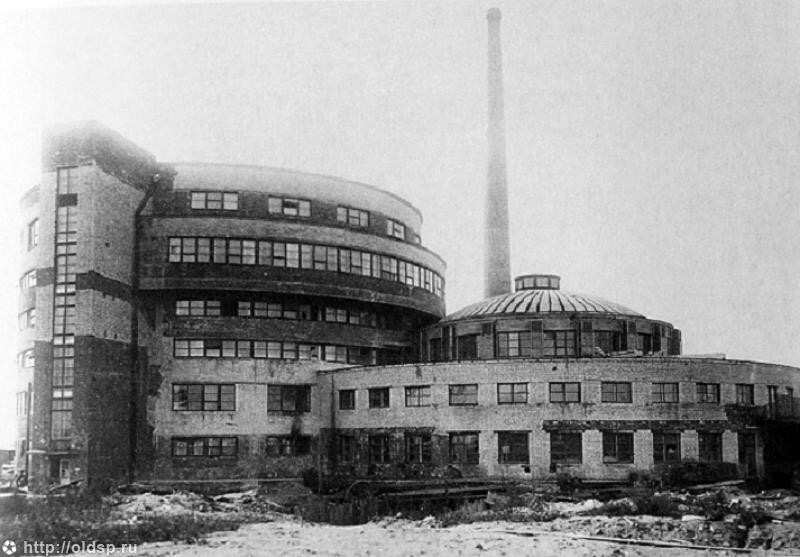
1945

В середине 1993 года комбинат акционирован по программе приватизации, основная часть акций передана трудовому коллективу. По состоянию на 2001 год около 12 % акций предприятия принадлежало государству, около 10 % акций владел директор завода Вадим Завьялов. В 2006 году завод приобретён компанией «Настюша» Игоря Пинкевича, владевшей на тот момент крупнейшими мукомольными комбинатами Москвы, общая сумма сделки оценивалась на уровне $15 млн.
Мощность завода в первой половине 2000-х годов составляла 200 тонн хлебобулочной продукции и 12 тонн кондитерских изделий в сутки, среднесуточный выпуск продукции в 2006 году — 110 тонн хлебобулочных и 10 тонн кондитерских изделий, доля завода на московском рынке хлебопродукции середины 2000-х годов оценивалась приблизительно в 4 %.
В связи с банкротством «Настюши» (последовавшим в 2017 году после неудачного проекта по жилой застройке на месте Московского комбината хлебопродуктов) завод был выставлен на торги, в ноябре 2023 года предприятие с земельным участком 2 га было приобретено на аукционе крупным застройщиком «ПИК» за 1,6 млрд руб., предположительно для возведения на его месте жилого комплекса. Осенью 2024 года корпуса снесены: снос стал возможен в связи с тем, что в 2019 году Департаментом культурного наследия Москвы зданию хлебозавода было отказано в статусе объекта культурного наследия (при этом кольцевой завод № 5 такой статус получил и его основный корпус был сохранён застройщиком, приобретшим предприятие).